# 社会教育主事
社会教育主事（しゃかいきょういくしゅじ）は、都道府県および市町村の教育委員会の事務局に必ず置かれる社会教育の専門職員である（社会教育法第9条の2第1項）。なお、社会教育主事の職務を助ける者として、社会教育主事補を置くことができるとされる（同法第9条の3第2項、第9条の2第2項）。一般的に「社教主事（しゃきょうしゅじ）」と略して呼称されることが多い。

## 職務

### 法的性格（根拠）
社会教育主事は、社会教育法第9条2に「都道府県および市町村の教育委員会の事務局に社会教育主事を置く。」とその必置が規定されている。その職務については、同法第9条3に「社会教育主事は、社会教育を行う者に専門的、技術的な助言と指導を与える。ただし、命令および監督をしてはならない。」とされている。
「社会教育を行う者」とは、社会教育施設職員、社会教育関係団体や民間における指導者等である。また、「専門的技術的」とは、地域の社会教育計画、学習計画の作成と必要な教育方法・教育技術に関する知識等、教育に関する見識をその範囲に含むものである。
また、社会教育主事は、教育公務員特例法第2条の定義にされており、指導主事とともに「専門的教育職員」としての「教育公務員」とされている。つまり、指導主事は学校教育の専門職員であるのに対して、社会教育主事は社会教育の専門職員に位置付けられている。

### 社会教育・生涯学習の推進に向けて
社会教育主事の役割は、生涯学習社会の構築を目指すうえで、ますます重要となっている。従来、市町村における社会教育行政は、公民館等での学級・講座や団体等の育成に重点が置かれ、社会教育主事の対象もそうした分野であった。しかし、住民の学習活動は多様化・高度化し、首長部局や民間提供の学習機会も有力な教育資源であり、従来型の社会教育行政の範疇から、広範な社会教育活動に対する総合的な支援が求められている。
今後の社会教育主事は、より広範な住民の学習活動を視野に入れて職務に従事する必要がある。このため、社会教育活動に対する指導・助言に加え、様々な場所で行われている社会教育関連事業に協力していくことや、学習活動全般に関する企画・コーディネート機能といった役割をも担うことが求められる。こうした業務に社会教育主事が積極的に従事していくため、企画・立案や連絡・調整に関する役割が期待されている。

### 社会教育主事と市民協働
2001年の社会教育法の一部改正では、社会教育主事の果たす役割をふまえ、資格要件の緩和が盛り込まれており、積極的な配置に努めることが意図されている。
教育委員会においては、生涯学習を推進する上で、市民と協働し、生涯学習によるまちづくりを積極的に推進している。各所で行われている様々な事業をコーディネートすることが必要であり、社会教育主事の果たす役割は大きい。
また、社会教育主事としての幅広い知識や経験は、学校教育や地域づくりにおいても大いに貢献し得るものである。社会教育主事資格を有する職員を教育委員会事務局に配置するとともに、公民館等の社会教育施設に積極的に配置し、役割を広く活用することが期待される。
そして、2006年の教育基本法全面改正を受けた翌年に改正された社会教育法は、「第九条の三 2　社会教育主事は、学校が社会教育関係団体、地域住民その他の関係者の協力を得て教育活動を行う場合には、その求めに応じて、必要な助言を行うことができる。」という規程を盛り込み、社会教育主事と学校等との関係を重視することとなった。
2012年7月に全国市長会が実施した調査では、静岡県磐田市が、「民間活力の活用が進められており、社会教育主事の行う職務が効果的ではなくなっている現状があることと、設置義務を廃止することで、更に民間活力の活用の推進を進めていく」ことを求めた。しかし、それは一自治体の見解に止まり、設置義務は廃止されず、維持されている。

## 社会教育主事の歴史
社会教育主事は、1921(大正14)年の「地方社会教育職員制」と題した勅令に基づき創設された。同勅令は、全国に社会教育主事60人以内、社会教育主事補110人以内を置くものとされ、それぞれを職制上高い地位に位置付けた。ただし、それ以前にも事実上、社会教育主事は設置されていたことから、そうした実態を踏まえた勅令であった。
戦後も社会教育主事職は維持され、社会教育法にその設置根拠が明記されることになり、1959(昭和34)年の社会教育法改正によって市(区)町村教育委員会にも必置とされた。そのため、当時は教員から社会教育主事に職替えする者が多く、文部省は社会教育主事講習によって有資格者を増やすこととなった。1974(昭和49)年には、未設置市町村解消を目的にして派遣社会教育主事の国庫補助事業が開始され、主に現職教員を市町村に社会教育主事として派遣する仕組みが導入されることになり、教員と社会教育主事との人事交流が活発になったものの、1998(平成10)年にその国庫補助が廃止されたことから、派遣社会教育主事の設置数は減少傾向をたどった。さらに、1982(昭和57)年には社会教育主事補の必置制が廃止され、任意設置に改められるともその設置数も減少していくことになった。
このように、社会教育主事・主事補はその役割が重要だとされつつも、実際には規制緩和によって設置数が減少の一途をたどり、今日に至っている。その背景には、人件費の削減策があるほか、社会教育主事不当配転問題(社会教育主事を他の行政セクションに異動させたことを不当視して、その撤回を求める運動)のような人事に関わる問題が指摘できる。他方、後述する社会教育法改正によって社会教育主事と学校との関係性が重視されるようになってきている。

## 社会教育主事任用資格
社会教育主事になるための資格は、次のいずれかに該当することである（同法第9条の4）。
- 大学に2年以上在学して62単位以上を修得し、または高等専門学校を卒業し、かつ、次に掲げる期間を通算した期間が3年以上になる者で、社会教育法第9条の5の規定による社会教育主事の講習を修了したもの
  - イ 社会教育主事補の職にあった期間
  - ロ 官公署または社会教育関係団体における社会教育に関係のある職で文部科学大臣の指定するものにあった期間
  - ハ 官公署または社会教育関係団体が実施する社会教育に関係のある事業における業務であつて、社会教育主事として必要な知識または技能の習得に資するものとして文部科学大臣が指定するものに従事した期間（イまたはロに掲げる期間に該当する期間を除く。）
- 教育職員の普通免許状を有し、かつ、5年以上文部科学大臣の指定する教育に関する職にあった者で、次条の規定による社会教育主事の講習を修了したもの
- 大学に2年以上在学して、62単位以上を修得し、かつ、大学において文部科学省令で定める社会教育に関する料目の単位を修得した者で、第1号イからハまでに掲げる期間を通算した期間が1年以上になるもの
- 次条の規定による社会教育主事の講習を修了した者（第1号および第2号に掲げる者を除く。）で、社会教育に関する専門的事項について前3号に掲げる者に相当する教養と経験があると都道府県の教育委員会が認定したもの

なお、社会教育法第9条の5に規定する社会教育主事の講習とは、文部科学省の委嘱を受けた大学およびその他の教育機関が行うものである。
実際、社会教育主事の任用は、以下の3つの形態によって行われる。
1. 専門職採用(社会教育主事職としての独自採用)
2. 教員からの任用(現職教員を社会教育主事に位置づける)
3. 一般事務職員からの任用

このうち1.の任用に関しては、社会教育主事任用資格を有する者を社会教育主事補として採用し、その後社会教育主事に昇任させる例が多い。そのほか、宮城県仙台市の嘱託社会教育主事は社会教育主事有資格者を現職教員のまま委嘱し、地域連携の推進役に位置づけており、また栃木県は県内の公立学校全校に社会教育主事有資格者を配置する方針を採っている。これらの例のように、学校と社会教育(地域)との連携を担う職員として社会教育主事の存在が期待されている。

### 社会教育士
社会教育士とは、社会教育主事の任用資格を持つ者のうち、2020年4月1日以降に施行された新たな養成課程（新養成課程）に基づく社会教育主事養成課程または社会教育主事の講習において必要な単位を取得した者が称することができる称号である。
2020年4月1日よりも前の養成課程（旧養成課程）を基としてに社会教育養成課程または社会教育主事の講習を開始した者、および修了し社会教育主事の任用資格を得た者は、社会教育士を称することができない。
ただし、
- 2020年4月1日以降に、新たに新養成課程に基づいた社会教育主事養成課程または社会教育主事の講習を開始および修了し、社会教育主事の任用資格を得るに必要な単位を得た場合
- 2020年4月1日よりも前に、旧養成課程に基づいた社会教育主事養成課程を開始した者の内、2020年4月1日をまたぎ継続して、養成課程を修了し社会教育主事の任用資格を得た者が、さらに新養成課程において必修とされる数の「生涯学習支援論」および「社会教育経営論」の単位を、社会教育主事育成課程または社会教育主事の講習にて取得している場合
- 2020年4月1日よりも前に、社会教育主事育成課程または社会教育主事の講習を修了し社会教育主事の任用資格を得ていた者が、さらに新育成課程において必修とされる数の「生涯学習支援論」および「社会教育経営論」の単位を、社会教育主事育成課程または社会教育主事の講習にて取得した場合

は、自身を社会教育士を称することができる。

## その他
社会教育主事は、上記の任用資格を有し、かつ、都道府県および市町村の教育委員会に社会教育主事として任用されてはじめて称することができる。社会教育主事の採用および昇任は選考によるものとし、その選考は教育委員会の教育長が行うとされている（教育公務員特例法第16条）。